# Aeroporto di Saragozza
L'Aeroporto di Saragozza (in spagnolo Aeropuerto de Zaragoza) (IATA: ZAZ, ICAO: LEZG) è situato a 10 km di distanza da Saragozza, capitale della comunità autonoma dell'Aragona, nei pressi della frazione di Garrapinillos. A seguito dell'Esposizione Internazionale del 2008, l'aeroporto è stato totalmente rinnovato. Nel 2011 lo scalo ha registrato il record di traffico passeggeri, pari a 751.097 unità, mentre il picco del traffico merci è stato raggiunto nel 2014 con 86.310.664 chilogrammi transitati.

## Dati sul traffico
| Anno | Passeggeri | Operazioni | Cargo      |
| ---- | ---------- | ---------- | ---------- |
| 2000 | 246.720    | 10.932     | 3.613.634  |
| 2001 | 222.167    | 10.454     | 2.194.540  |
| 2002 | 228.557    | 10.655     | 3.144.925  |
| 2003 | 228.069    | 10.748     | 3.365.562  |
| 2004 | 215.213    | 9.386      | 9.160.282  |
| 2005 | 381.849    | 9.906      | 3.854.961  |
| 2006 | 435.881    | 11.408     | 5.928.685  |
| 2007 | 512.184    | 14.575     | 20.151.390 |
| 2008 | 594.952    | 14.584     | 21.438.894 |
| 2009 | 528.313    | 12.746     | 36.936.345 |
| 2010 | 605.912    | 12.711     | 42.544.715 |
| 2011 | 751.097    | 11.970     | 48.647.400 |
| 2012 | 551.406    | 9.301      | 71.197.004 |
| 2013 | 457.595    | 7.597      | 71.661.247 |
| 2014 | 418.576    | 7.039      | 86.310.664 |
| 2015 | 423.873    | 7.050      | 85.741.369 |